# シュケリッグ・ヴィヒル
座標: 北緯51度46分 西経10度32分 / 北緯51.767度 西経10.533度

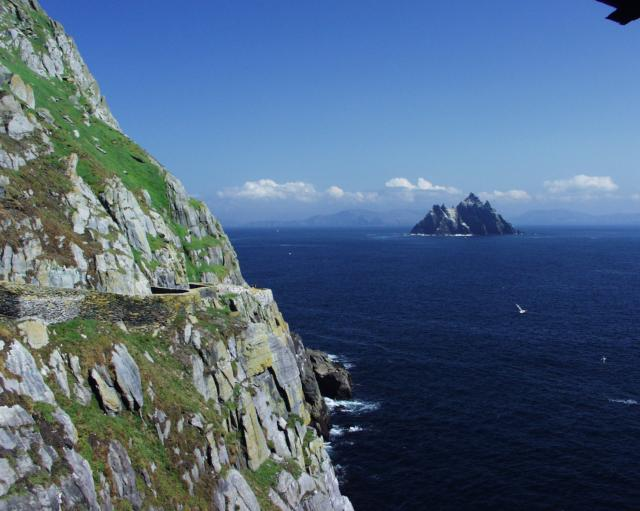
シュケリッグ・ヴィヒルからリトル・シュケリッグを望む。はるか遠方にアイルランド島が霞んでいる。

シュケリッグ・ヴィヒル（アイルランド語: Sceilig Mhichíl）は、アイルランド島の西方ケリー県の沖合16キロメートルに位置する面積0.18平方キロメートルの岩山からなる孤島。英語名はスケリッグ・マイケル（英語: Skellig Michael）。

## 来歴
588年に標高218メートルの島の山頂付近にケルト人により修道院が建てられたという説があるが、確かな記録はない。1996年にはユネスコの世界遺産に登録されている。
島の位置とその急峻さにより、現在にいたるまで修道院はその原型を良くとどめている。アイルランドにおける初期キリスト教の僧侶たちは垂直に切り立った崖の下に、石を積み上げてつくった小屋で暮らしていた。
シュケリッグ・ヴィヒルの修道院は、823年のヴァイキング襲来にも耐えて西暦1000年前後には教会が拡張された。遅くとも1044年までに聖ミカエルを祀る修道院になったとみなされる。その後100年ほどして施設は放棄され、島には人が住まなくなった。
西暦1500年頃になると毎年海が穏やかになる時期を見はからって巡礼が訪れるようになる。1826年には灯台が建設され、1986年には一部の建築物の修復が行われた。しかし、近年観光客の増加により遺跡が損傷していることから、島への渡航が制限されるようになっている。アクセスはアイルランド島西岸のポートマギーからの小型船のみで、修道院へ辿り着くにはは600段の石段を登る必要がある

## 自然
シュケリッグ・ヴィヒルには、シロカツオドリの世界で2番目に大きな繁殖地がある。このほかフルマカモメ、マンクスミズナギドリ、ヒメウミツバメ、ミツユビカモメ、ウミガラス、ニシツノメドリといった海鳥が生息し、自然保護区に指定されている。

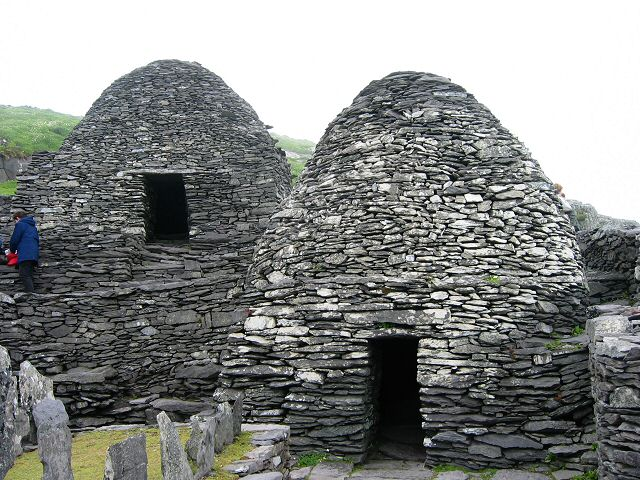
石積みの小屋

## 登録基準
この世界遺産は世界遺産登録基準のうち、以下の条件を満たし、登録された（以下の基準は世界遺産センター公表の登録基準からの翻訳、引用である）。
- (3) 現存するまたは消滅した文化的伝統または文明の、唯一のまたは少なくとも稀な証拠。
- (4) 人類の歴史上重要な時代を例証する建築様式、建築物群、技術の集積または景観の優れた例。

## メディアへの登場
2015年公開された映画『スター・ウォーズ/フォースの覚醒』、2017年公開された映画『スター・ウォーズ/最後のジェダイ』、2019年公開された映画『スター・ウォーズ/スカイウォーカーの夜明け』の撮影で利用された。スター・ウォーズシリーズの主要登場人物、ルーク・スカイウォーカーが隠棲していた島という設定だった。
島に住むニシツノメドリが『スター・ウォーズ/最後のジェダイ』に登場するポーグのモデルになっている。